# Aitor Fernández (piłkarz)
Aitor Fernández Abarisketa (ur. 3 maja 1991 w Mondragón) – hiszpański piłkarz występujący na pozycji bramkarza w Osasunie.